# Cirsium pendulum
Cirsium pendulum là một loài thực vật có hoa trong họ Cúc. Loài này được Fisch. ex DC. mô tả khoa học đầu tiên năm 1838.